# Can Atilla
Can Atilla (1969) es un músico y compositor turco. Compuso Diriliş (Resurrección), la música oficial para el noventa aniversario del parlamento turco.
Es el representante de la música New Age en Turquía a nivel internacional. Conocido como  el "Vangelis de Turquía".

## Álbumes
- 1992: Bilinçaltı
- 1996: Kuvayi Milliye Destanı
- 1997: Efsaneler
- 1998: Ave
- 1999: Albatros
- 2001: St. Florian
- 2003: Waves of Wheels
- 2003: Live
- 2004: Omni
- 2005:  Concorde
- 2005: Cariyeler ve Geceler
- 2006: 1453 - Sultanlar Aşkına
- 2007: Aşk-ı Hürrem
- 2008: Efsaneler
- 2008: Mevlana'Dan Çağrı
- 2010: Altın Çağ
- 2011: Hi-Story
- 2012: 1453 - Fatih Aşkına
- 2013: Leyla ile Mecnun
- 2013: IDEA
- 2014: Aşkın Gücü (Live at Congresium)
- 2015: Hüzn'ü Diyar Kerbela
- 2016: Can-ı Yunus